# (8548) Sumizihara
(8548) Sumizihara est un astéroïde de la ceinture principale.

## Description
(8548) Sumizihara est un astéroïde de la ceinture principale. Il fut découvert le 14 mars 1994 à Kitami par Kin Endate et Kazuro Watanabe. Il présente une orbite caractérisée par un demi-grand axe de 2,59 UA, une excentricité de 0,26 et une inclinaison de 7,6° par rapport à l'écliptique.

## Compléments